# Johan Ulfsparre
Johan Månsson Ulfsparre (af Broxvik), född under senare hälften av 1500-talet, död före 1 januari 1655, var en svensk rikstygmästare och ståthållare.

## Biografi
Johan Månsson tillhörde adelsätten Ulfsparre af Broxvik såsom son till ståthållaren på Kalmar slott, Måns Eriksson Ulfsparre och hans hustru Märta Johansdotter (Bååt). Morfadern Johan Pedersson (Bååt) var riksråd och mormodern tillhörde ätten Tott. Johan Månsson skrev sig till Tisenhult som han ärvde av fadern, och Regnaholm. År 1633 donerades han Brenäs gård i Skedevi socken, och av drottning Kristina ett antal gårdar i Västerhaninge socken och Södertörn.
År 1607 blev Johan Månsson kammarjunkare hos kung Karl IX, och året därpå ståthållare vid Nyköpings slott över Nyköpings län, och 1610 även över Borgholms slott och Öland. Han utsågs samtidigt 1612 till övertygmästare och inspektor över alla faktorier, men blev samma år rikstygmästare och chef för artilleriet. 1617–1622 var han assessor i Svea hovrätt.
1622 utnämndes Johan Månsson till ståthållare, med ställning av landshövding, över Gästrikland, Hälsingland, Medelpad, Ångermanland, Västerbotten, Österbotten samt över städerna Hudiksvalls stad, Härnösands stad, och Wasa och Uleåborgs och Kajaneborgs fästningar. Han hade den befattningen mellan åren 1622 och 1632. Ulfsparre lade ned ett betydande arbete, men på grund av det stora område han hade att styra blev framgångarna begrändade. Bland hans förläningar han tilldelades märks Ekeby i Skedevi socken 1613, Berga i Västerhaninge socken 1614 och Brenäs i Skedevi socken.

### Familj
Ulfsparre gifte sig första gången 13 september 1607 i Kalmar med Carin Clausdotter Tott (död 1619). Hon var dotter till fältöversten Clas Åkesson (Tott) och Ingeborg Carlsdotter Gyllenstierna. De fick tillsammans barnen Gustaf Ulfsparre (1609–1612) och studenten Åke Ulfsparre (1611–1643) vid Uppsala universitet. Deras son Åke övertog Tisenhult men avled barnlös.
Ulfsparre gifte sig andra gången 1628 på Skattmansö i Vittinge församling med  Brita Lilliesparre af Fylleskog (1598–1655). Hon var dotter till stllmästaren Peder Lilliesparre af Fylleskog och Anna Posse. De fick tillsammans barnen Märta Ulfsparre (1629–1669) som var gift med sin kusin generalmajoren Hans Ulfsparre af Broxvik, ryttmästaren Peder Ulfsparre (1632–1675) vid Smålands ryttare och generalmajoren Gustaf Ulfsparre (1634–1710) vid Östgöta infanteriregemente. Peder Ulfsparre gjorde utgrävningar och upptäckte flera antikviteter. Ätten fortlevde på svärdssidan med yngste sonen Gustaf Ulfsparre, som ärvde Regnaholm.